# Lessemsaurus
Lessemsaurus ist eine basale (ursprüngliche) Gattung der sauropodomorphen Dinosaurier. Diese Gattung ist durch einen Fund bekannt, der aus den Schichten der Los-Colorados-Formation im nordwestlichen Argentinien stammt und die fragmentarischen Überreste von wahrscheinlich drei Individuen umfasst. Er wird auf das Norium datiert (Obertrias). Mit einer Länge von schätzungsweise neun Metern gehörte Lessemsaurus zu den größeren basaleren Vertretern der Sauropodomorpha. Die Gattung zeigt eine einzigartige Kombination aus abgeleiteten (modernen) Merkmalen, wie sie für Eusauropoden charakteristisch sind, sowie aus plesiomorphen (ursprünglichen) Merkmalen, wie sie für Nicht-Sauropoden („Prosauropoden“) charakteristisch sind. Die Gattung führt nur eine Art, Lessemsaurus sauropoides.

## Systematik und Merkmale
Die genauen Verwandtschaftsbeziehungen von Lessemsaurus sind umstritten. Bonaparte (1999) schrieb Lessemsaurus der Melanorosauridae zu, einer Gruppe innerhalb der Prosauropoda. Die Gruppe Prosauropoda wird aktuell von den meisten Forschern nicht als natürliche Gruppe akzeptiert, sondern als paraphyletisch deklariert und somit kaum noch verwendet. Die Gültigkeit der Melanorosauridae selbst ist derzeit umstritten. Vertreter dieser Gruppe waren große, vierbeinig laufende Sauropodomorpha, die vermutlich nahe mit den Sauropoden verwandt waren. Pol und Powell (2007) beschreiben Lessemsaurus als Vertreter der Sauropodomorpha, verzichten aber auf eine genauere Einordnung. Einige jüngere Studien klassifizieren Lessemsaurus als basalen Sauropoden.
Lessemsaurus weist eine Reihe von gemeinsamen Merkmalen mit dem frühen Sauropoden Antetonitrus auf, die bei Nicht-Sauropoden fehlen, wie beispielsweise eine breite dorsale Schaufel des Schulterblatts (Scapula) und einen geraden Oberschenkelknochen (Femur). Andere ursprüngliche Merkmale unterscheiden diese Gattung jedoch von den Vertretern der Eusauropoda; so weist beispielsweise das Darmbein (Ilium) einen gut ausgebildeten ischial peduncle auf, einem Ast des Darmbeins, der mit dem unten ansitzenden Sitzbein (Ischium) artikuliert war. Unterscheidungsmerkmale (Autapomorphien), anhand derer diese Gattung von anderen Gattungen abgegrenzt wird, schließen die hohen Wirbelbögen der mittleren und vorderen Rückenwirbel und die extreme Verkürzung des ersten Mittelhandknochens (Metacarpale I) mit ein.

## Fund, Forschungsgeschichte und Namensgebung
Der Fund wurde 1971 von dem Paläontologen José Fernando Bonaparte und Kollegen während einer paläontologischen Expedition gemacht (der Lillo Palaeontologic Expedition). Die erste wissenschaftliche Beschreibung veröffentlichte Bonaparte 1999. Diese Beschreibung basiert lediglich auf Teilen von Hals-, Rücken- und Kreuzbein-Wirbeln, da die übrigen Fossilien des Fundes zum Zeitpunkt der Veröffentlichung noch nicht präpariert waren. Eine vollständige Beschreibung der restlichen Fossilien folgte 2007 von Diego Pol und Jaime Eduardo Powell. Diese Fossilien schließen weitere Wirbel, Schulter- und Beckengürtel sowie Vorder- und Hinterbeine mit ein. Der Name Lessemsaurus („Lessems Echse“) ehrt Don Lessem, den Gründer der Gesellschaft „The Dinosaur Society“. Der Artname sauropoides („vergleichbar mit Sauropoden“) weist auf die Ähnlichkeit der Wirbel mit denen ursprünglicher Sauropoden.